# METZ
METZ es una banda canadiense de rock oriunda de Toronto, Ontario. La banda forma con Alex Edkins en guitarra y voz, Chris Slorach en bajo y Hayden Menzies en batería.
Formada en 2008, lanzaron su álbum debut homónimo (2012) con la disquera Sub Pop. El álbum fue nominado en los premios Polaris Music 2013, el 16 de julio de 2013.

## Miembros

### Formación actual
- Alex Edkins - vocal, guitarra (2008 - actualmente)
- Chris Slorach - bajo (2008 - actualmente)
- Hayden Menzies - batería (2008 - actualmente)

## Discografía

### Álbumes de estudio
- 2012: "METZ" (Sub Pop)
- 2015: "II" (Sub Pop)
- 2017: "Strange Peace" (Sub Pop)
- 2020: "Atlas Vending" (Sub Pop)
- 2024: "Up on Gravity Hill" (Sub Pop, Royal Mountain Records)

### Recopilaciones
- 2019: "Automat"

### Sencillos
De METZ (2012)
- "Negative Space"
- "Wet Blanket"
- "Get Off"

De II (2015)
- "Wait in Line"
- "The Swimmer"
- "Acetate"

De Strange Peace (2017)
- "Drained Lake"

De Atlas Vending (2020)
- "Blind Youth Industrial Park"
- "No Ceiling"